# Parc national du café
Le parc national du café (Parque Nacional del Café) est un parc à thèmes colombien sur le café situé dans la municipalité de Montenegro, dans le département du Quindío. Fondé par la Federación Nacional de Cafeteros de Colombia, il ouvre ses portes au public en 1995.